# Марцель Гартель
Марцель Гартель (нім. Marcel Hartel, нар. 19 січня 1996, Кельн, Німеччина) — німецький футболіст, центральний півзахисник клубу «Санкт-Паулі».

## Ігрова кар'єра

### Клубна
Марцель Гартель народився у Кельні і вже у віці шести років почав займатися футболом в академії місцевого ФК «Кельн». Він пройшов через всі молодіжні команди і в лютому 2016 року дебютував у першій команді у турнірі Бундесліги. Більшу частину часу Гартель виступав за другу команду «Кельна» в Регіональній лізі.
Влітку 2017 року Гартель підписав трирічний контракт з берлінським «Уніоном». 31 січня 2019 року Гартель забив гол  воїй колишній команді «Кельну» і згодом цей гол було визнано «Голом місяця» та «Голом року». У сезоні 2018/19 Гартель відіграв одну з ключових ролей у виході «Уніона» до Бундесліги.
Після цього футболіст перейшов до «Армінії» з Білефельда, з якою також у сезоні 2019/20 виграв Другу Бундеслігу. Провівши в команді два сезони, Гартель влітку 2021 року перейшов до клубу «Санкт-Паулі».

### Збірна
В період з 2017 по 2018 роки Марцел Гартель провів дев'ять матчів у складі молодіжної збірної Німеччини.

## Досягнення
Армінія
- Переможець Другої Бундесліги: 2019/20

Індивідуальні
- Гол місяця: січень 2019
- Гол року: 2019